# مانور یندراشیک

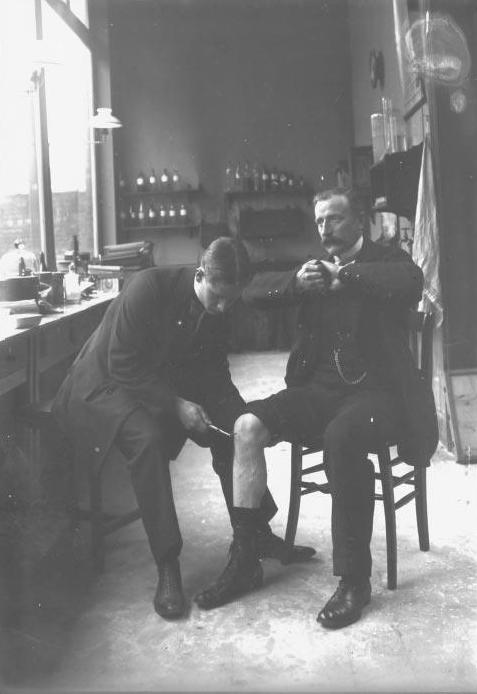
مانور یندراشیک برای تقویت رفکس زانو.

مانور یندراشیک (انگلیسی: Jendrassik maneuver) یک مانور پزشکی است که در آن بیمار دندان‌ها را به هم فشار می‌دهد، هر دو دسته از انگشتان را به شکل قلاب‌مانند خم می‌کند و انگشتان را به هم قفل می‌کند. سپس با یک چکشِ معاینه به زردپی زیر زانوی بیمار ضربه می‌زند تا رفلکس کشکک زانو ایجاد شود. هنگامی که مانور یندراشیک انجام نمی‌شود، پاسخ برانگیخته با نتیجه رفلکسی همان عمل ضمن مانور یندراشیک مقایسه می‌شود. اغلب هنگامی که بیمار مشغول انجام مانور یندراشیک است، پاسخ رفلکس قوی‌تری مشاهده می‌شود: «یک رفلکس ضعیف یا ظاهراً از دست‌رفته می‌تواند توسط فعالیت اعصاب آوران ناشی از چنین انقباض عضلانی ایجاد شود. این توضیح واقعی چرایی مانور یندراشیک است، نه انحراف توجه بیمار و پرت کردن حواس او - تصور اشتباهی که حتی امروزه هم در میان برخی پزشکان رواج دارد.» این تأثیر نخستین بار در اواخر قرن نوزدهم توسط پزشک مجارستانی ارنو یندراشیک مشاهده شد و به افتخار او نامگذاری شد.
این مانور به ویژه از این جهت مفید است که حتی اگر بیمار از هدف مانور آگاه باشد، باز هم به درستی عمل می‌کند.
این مانور همچنین می‌تواند برای پرت کردن حواس بیماران هنگام انجام سایر آزمایش‌ها یا معاینات پزشکی استفاده شود و البته ممکن است از هرگونه روش حواس‌پرتی مناسب دیگر استفاده شود. برای مثال هنگامی که پزشک به دنبال نشانه رومبرگ است.